# Lasaia sula

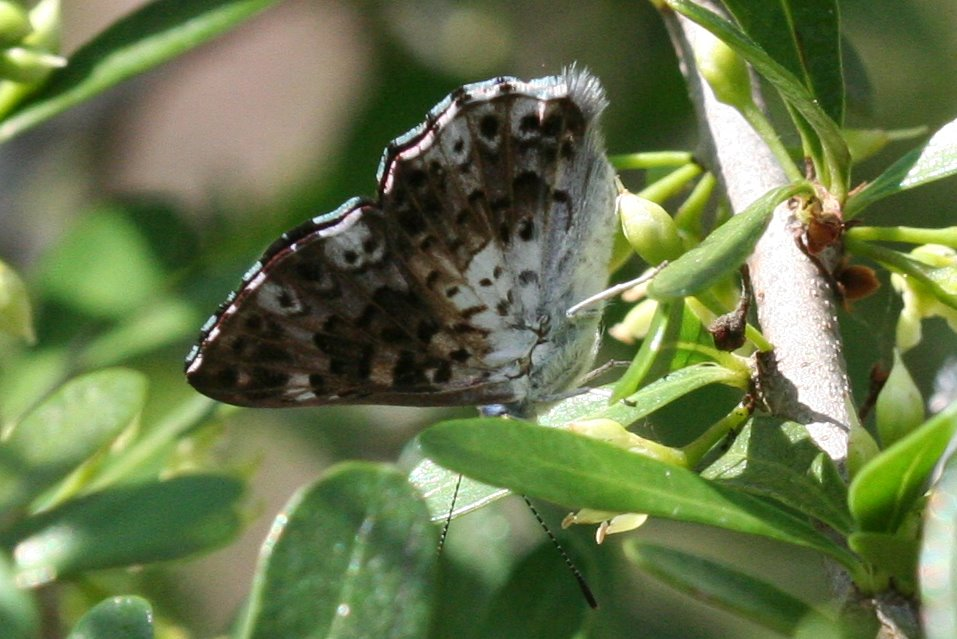
Flügelunterseiten

Lasaia sula ist ein Schmetterling (Tagfalter) aus der Familie der Würfelfalter (Riodinidae).

## Beschreibung

### Falter
Die Flügelspannweite der Falter beträgt 22 bis 32 Millimeter. Auf der Oberseite sind die Flügel der Männchen hell metallisch blau gefärbt, weshalb die Art im englischen Sprachgebrauch als Blue Metalmark bezeichnet wird. Weibchen sind auf der Oberseite ocker bis grauweiß gefärbt. Die Flügelunterseiten haben eine weißliche bis bräunliche Farbe. Sämtliche Flügel sind bei beiden Geschlechtern mit schwarzen Punkten gescheckt. Der Apex der Vorderflügel ist spitz.

### Ei
Die sehr flachen, teilweise schuppig wirkenden Eier haben ein außergewöhnliches Aussehen, das einer flachen kleinen Torte ähnelt.

## Verbreitung und Lebensraum
Lasaia sula kommt im Süden von Texas sowie in weiten Teilen des subtropischen Südamerika bis nach Honduras vor. Die Unterart Lasaia sula peninsularis ist in Mittelamerika verbreitet. Die Art lebt bevorzugt in offenen Waldlandschaften und auf landwirtschaftlich genutzten Flächen.

## Lebensweise
Die Falter bilden mehrere Generationen pro Jahr aus, die mindestens von April bis November anzutreffen sind. Als Nahrungspflanzen der Raupen dienen Hülsenfrüchtler (Fabaceae), insbesondere Albizia-Arten.